# Land der Berge, Land am Strome
Land der Berge, Land am Strome (dansk: Bjergenes land, landet ved floden [Donau]) er Østrigs nationalsang. Da Østrig var blevet en selvstændig forbundsstat efter 2. verdenskrig, udskrev man en konkurrence om en ny nationalsang. Den 25. februar 1947 besluttede det østrigske ministerråd at vælge Paula von Preradovićs tekst med de indledende ord: Land der Berge, Land am Strome som ny østrigsk nationalmelodi på Wolfgang Amadeus Mozarts melodi. Den 7. marts 1947 hørte man for første gang sangen i radioen, men den er aldrig blevet indskrevet i det østrigske lovtidende.
Nyere forskning har vist, at musikken sandsynligvis er komponeret af Mozarts frimurerlogebroder Johann Holzer. Man har fundet hans komposition som viser sig at være stort set identisk med de man har tilskrevet Mozart, og den er skrevet før de noder som Mozart nedfældede på bagsiden af en anden frimurerkomposition. Stykket hed oprindeligt ´In Namen der Armen´ og blev brugt under indsamling i Holzers loge. Mozart ved vi besøgte denne loge, og han har givet efter hukommelsen nedfældet den hastigt til organisten til brug i egen loge efterfølgende.

## Tekst
Sangen lyder i sin helhed:
| Tyske tekster | Dansk oversættelse |
| --- | --- |
| Land der Berge, Land am Strome, Land der Äcker, Land der Dome, Land der Hämmer, zukunftsreich! Heimat großer Töchter und Söhne, Volk, begnadet für das Schöne, Vielgerühmtes Österreich, Vielgerühmtes Österreich! | Bjergenes land, landet ved floden. Agernes land, katedralernes land. Hammernes land, med en rig fremtid! Du er store døtres og sønners hjem. Et folk velsignet ved det skønne. Højst beærede Østrig! |
| Heiß umfehdet, wild umstritten, Liegst dem Erdteil du inmitten Einem starken Herzen gleich. Hast seit frühen Ahnentagen Hoher Sendung Last getragen, Vielgeprüftes Österreich, Vielgeprüftes Österreich.           | |
| Mutig in die neuen Zeiten, Frei und gläubig sieh uns schreiten, Arbeitsfroh und hoffnungsreich. Einig lass in Jubelchören, Heimatland, dir Treue schwören. Vielgeliebtes Österreich, Vielgeliebtes Österreich.     | |